# XVIII добровольческая когорта римских граждан
XVIII добровольческая когорта римских граждан (лат. Cohors XVIII Voluntariorum civium Romanorum) — вспомогательное подразделение армии Древнего Рима, относящееся к типу cohors quinquagenaria peditata.
Когорта была завербована из римских граждан по приказу императора Октавиана Августа. Первоначально данное подразделение дислоцировалось в Иллирии. После поражения римской армии в сражении в Тевтобургском Лесу когорта была срочно переброшена в Германию. В 69 году она находилась в провинции Лугдунская Галлия, во время зимы располагалась в Лугдуне. После победы Веспасиана в гражданской войне подразделение было переведено на службу на дунайской границе. В 93 году когорта дислоцировалась в Далмации. Затем она была в Карнунте, столице провинции Верхняя Паннония, где её упоминают военные дипломы от 124, 127, 138, 140, 148, 149, 154 и 163 годов.